# Свердловинний гідровидобувний агрегат

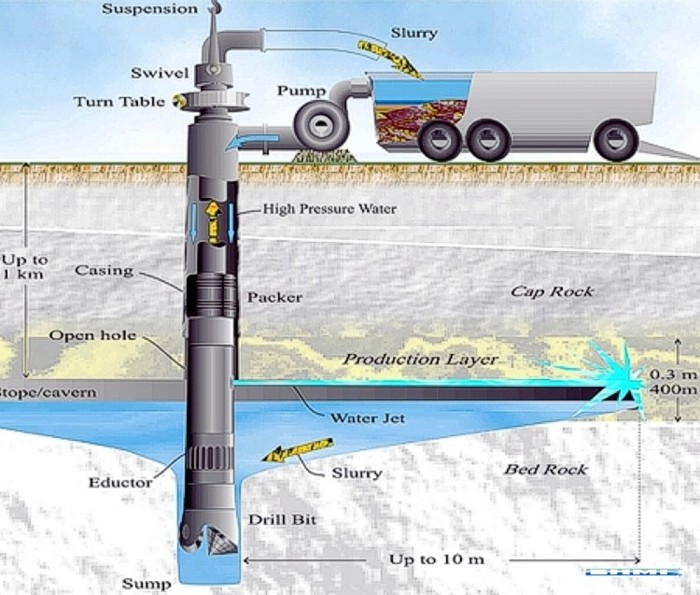
.

Свердлови́нний гідровидобувни́й агрега́т (рос. скважинный гидродобычной агрегат, англ. borehole hydraulic mining unit; нім. hydraulisches Bohrlochgewinnungsgerät n) — комплекс обладнання для розробки родовищ способом свердловинного гідровидобутку. Складається з наземної управляючої установки та свердловинного гідровидобувного снаряда з гідромонітором. Для підйому пульпи використовуються гідроелеватори та ерліфти.